# Лебедь (подводная лодка)
«Лебедь» — недостроенная подводная лодка российского императорского флота типа «Барс». Строилась в 1915—1919 годах, входила в состав флота Украинской державы под именем «Щука».

## История строительства
Зачислена в списки кораблей Черноморского флота 2 июля 1915 года. В октябре 1915 года заложена на стапеле Общества николаевских заводов и верфей «Наваль» в Николаеве. Стала одной из четырёх лодок, построенных там. В отличие от всех остальных лодок своего проекта строилась по усовершенствованному проекту, утверждённому 29 апреля 1915 года с некоторыми более ранними изменениями: управление горизонтальными рулями было оснащено электрическим приводом и осуществлялось из центрального поста, для покладки на грунт на днище дополнительно установлены два деревянных боковых киля, добавлен третий клапан вентиляции на каждую из цистерн главного балласта, установлены более тяжёлые подводные якоря, более надёжные помпы. Сразу при строительстве лодка получила артиллерийское вооружение — одно орудие калибра 57 мм и пулемёт. Как и все лодки типа «Барс» на Черноморском флоте, имела четыре наружных торпедных аппарата вместо восьми — они размещались на палубе попарно спереди и сзади рубки в неглубоких нишах.
Лодка была спущена на воду 13 сентября 1917 года, принять участие в Первой мировой войне не успела, имела готовность около 60 %. В мае 1918 года всё ещё находилась в достройке на заводе в Николаеве, где была захвачена немецкими оккупационными войсками, немцы не проявили к ней интереса, и в состав их флота она даже формально не входила. В конце мая было признано право Украинской державы на лодку. Работы по достройке не проводились, в составе флота Украинской державы лодка носила имя «Щука». 14 марта 1919 года лодка была захвачена войсками Красной армии, 17 августа 1919 года захвачена войсками Белой армии, формально включена в состав Морских сил Юга России.
В январе 1920 года при эвакуации из Николаева лодка была уведена на буксире в Одессу. 8 февраля 1920 года войска Красной армии захватили Одессу, при этом на рейде ещё в течение трёх дней оставались корабли Английской эскадры. 11 февраля британские корабли открыли по одесскому порту артиллерийский огонь, под прикрытием которого миноносцы зашли в гавань, захватили недостроенные подводные лодки «Лебедь» и «Пеликан», после чего затопили их на южном подходе к порту с заявленной целью его блокирования.
В отличие от поднятого в 1922—1924 годах «Пеликана», ЭПРОН не принимал участие в поисках и подъёме «Лебедя», поэтому дальнейшая судьба подводной лодки достоверно не известна. По одной версии, «Лебедь» был поднят и разделан на металл в 1926 году, по другой версии он продолжает оставаться на дне на рейде Одессы.